# Linden (Guyana)
Linden is een plaats in Guyana en is de hoofdplaats van de regio Upper Demerara-Berbice.
Linden telde 27.277 inwoners bij de volkstelling van 2012, waarmee het de op één na grootste plaats van het land is na de hoofdstad Georgetown. Linden is een mijnstad waar bauxiet gewonnen wordt.

## Geschiedenis
In 1916 werd de Demerara Bauxite Company opgericht in het dorpje Mackenzie bij de Demerara. In 1961 werd een aluminiumfabriek gebouwd zodat er niet langer alleen bauxiet, maar ook het eindmateriaal aluminium kon worden geëxporteerd.
In 1964 vond de Wismar Massacre (Slachting van Wismar) plaats, een etnisch conflict tussen de Afro- en de Indo-Guyaanse bevolking waarbij 5 doden vielen, en een groot deel van de Indo-Guyaanse bevolking uit de plaats werd verjaagd.
In 1970 werden de dorpen MacKenzie, Christianburg, en Wismar samengevoegd tot één stad door premier Linden Forbes Burnham, en vernoemd naar hemzelf. In 1971 werd de industrie genationaliseerd door Burnham.
In het begin 21e eeuw wordt er nog steeds bauxiet gewonnen, maar de voorraden beginnen op te raken. Van de 6.000 werknemers tijdens het hoogtepunt waren er in 2017 nog maar 600 over.

## Demografie
| Jaar     | 1970   | 1980   | 1991   | 2002   | 2012   |
| Inwoners | 23.956 | 30.043 | 30.366 | 29.502 | 27.277 |

- Library of Congress Control Number: n2017074498
- Virtual International Authority File: 2116151433030156420005